# Salkostholmen
Salkostholmen is een langwerpig onbewoond eiland in de Zweedse Kalixrivier. Het heeft geen oeververbinding; het ligt midden in de stroming, met aan weerszijden stroomversnellingen.. De oppervlakte van het eiland is ongeveer 8 hectare. Op de oostoever ligt een landtong Salkostudden.